# Nastri d'argento 1964
Els Nastri d'argento 1964 foren la 19a edició de l'entrega dels premis Nastro d'Argento (Cinta de plata) que va tenir lloc el 22 d’abril de 1964.

## Guanyadors

### Productor de la millor pel·lícula
- Angelo Rizzoli - 8½
- Lionello Santi - Le mani sulla città
- Franco Cristaldi - I compagni

### Millor director
- Federico Fellini - 8½
- Francesco Rosi - Le mani sulla città
- Luchino Visconti - Il Gattopardo

### Millor argument original
- Federico Fellini i Ennio Flaiano - 8½
- Raffaele La Capria i Francesco Rosi - Le mani sulla città
- Goffredo Parise - Una storia moderna - L'ape regina

### Millor guió
- Federico Fellini, Tullio Pinelli, Ennio Flaiano i Brunello Rondi - 8½
- Mario Monicelli, Agenore Incrocci i Furio Scarpelli - I compagni
- Suso Cecchi D'Amico, Luchino Visconti, Massimo Franciosa, Pasquale Festa Campanile i Enrico Medioli - Il Gattopardo

### Millor actor protagonista
- Ugo Tognazzi - Una storia moderna - L'ape regina
- Vittorio Gassman – I mostri
- Marcello Mastroianni - 8½

### Millor actriu protagonista
- Silvana Mangano - Il processo di Verona
- Sophia Loren - Ieri, oggi, domani

### Millor actriu no protagonista
- Sandra Milo - 8½
- Rina Morelli - Il Gattopardo
- Didi Perego - La parmigiana

### Millor actor no protagonista
- Folco Lulli - I compagni
- Romolo Valli - Il Gattopardo
- Salvo Randone - Le mani sulla città

### Millor vestuari
- Piero Tosi - Il Gattopardo
- Piero Tosi - I compagni
- Piero Gherardi - 8½

### Millor banda sonora
- Nino Rota - 8½
- Piero Piccioni - Le mani sulla città
- Carlo Rustichelli - I compagni

### Millor fotografia en blanc i negre
- Gianni Di Venanzo - 8½
- Giuseppe Rotunno - I compagni
- Leonida Barboni - La corruzione

### Millor fotografia en color
- Giuseppe Rotunno - Il Gattopardo
- Giuseppe Rotunno - Ieri, oggi, domani
- Carlo Carlini - Il fornaretto di Venezia

### Millor escenografia
- Mario Garbuglia - Il Gattopardo
- Mario Garbuglia - I compagni
- Piero Gherardi - 8½

### Millor curtmetratge
- Mario Carbone - Stemmati di Calabria

### Millor productor de curtmetratge
- Giovanni Angella - Pittura d'oggi nel Messico

### Millor pel·lícula estrangera
- David Lean - Lawrence d'Aràbia (Lawrence of Arabia)
- Tony Richardson - Tom Jones
- Masaki Kobayashi - Harakiri (Seppuku)